# MTV Europe Music Awards de 2008
O MTV Europe Music Awards de 2008, a 15.ª edição da premiação, teve lugar no dia 6 de novembro de 2008 em Liverpool, Reino Unido, na Echo Arena, no mesmo ano em que a cidade foi Capital Europeia da Cultura. Foi a segunda vez que o evento se realizou no Reino Unido, depois de Londres e Edimburgo terem recebido o evento em 1996 e 2003, respectivamente. As nomeações foram anunciadas em 29 de setembro de 2008. 
Os anfitriões do evento foram Katy Perry - a primeira mulher a desempenhar o papel de apresentadora principal do evento desde Christina Aguilera, que apresentou a edição de 2003, e a terceira mulher a fazê-lo, depois de Aguilera e de Jenny McCarthy, que apresentou a edição de 1998 - e o grupo 30 Seconds To Mars, que tratou do espaço de entrevistas. Foi também uma das duas vezes consecutivas que Perry - uma revelação mundial nesse ano -, apresentou a cerimônia, voltando a fazê-lo no ano seguinte, em Berlim. 
Rick Astley e Paul McCartney e receberam prêmios especiais. Astley, uma estrela que alcançou a sua maior fama no final da década de 1980, ganhou o prêmio de Melhor Artista de Sempre, basicamente graças ao Rickrolling, um fenómeno da Internet. No entanto, os grandes vencedores da noite foram Britney Spears e 30 Seconds To Mars, que levaram dois prêmios cada, sendo que Spears - que era a artista mais indicada, com seis nomeações - ganhou o prêmio de Melhor Álbum, com Blackout. Esta foi a última edição do evento em que esse mesmo prêmio - "inaugurado" em 1998 - foi atribuído. O prêmio Escolha dos Artistas, cujo vencedor - o rapper americano Lil Wayne - foi eleito pelos artistas foi atribuído pela segunda e última vez nesta edição da premiação. O prêmio Novos Sons da Europa (New Sounds of Europe), introduzido no ano anterior, foi substituído, por uma nova categoria, a de Artista Europeu Favorito. A categoria tinha como pré-indicados os vencedores das 21 categorias nacionais e regionais da Europa e de Israel, que foram votados pelo público até restarem cinco artistas/bandas, que seriam os indicados finais. O cantor turco Emre Aydın acabou por se sagrar vencedor (batendo a cantora inglesa Leona Lewis, uma das indicadas, que teve grande sucesso internacional em 2007 e 2008).
A vitória de Barack Obama na eleição presidencial dos EUA, que se tinha realizado dois dias antes, foi celebrada nesta edição do MTV EMA.
Esta foi a única edição do MTV EMA, à data de 2024, em que um artista português atuou no evento, tratando-se, neste caso, do grupo Buraka Som Sistema, vencedor do prêmio de Melhor Artista Português deste ano, que apresentou o single "Sound of Kuduro" (sem a presença de M.I.A. ou dos restantes rappers angolanos que participam na faixa), numa atuação apenas transmitida pela MTV Portugal.

## Indicados e vencedores
Os vencedores estão em negrito.

### Melhor Artista de 2008
- Britney Spears
- Coldplay
- Leona Lewis
- Rihanna
- Amy Winehouse

### Faixa Mais Viciante
- Pink - '"So What"
- Coldplay - "Viva la Vida"
- Duffy - "Mercy"
- *Kid Rock-"All Summer Long"
- *Katy Perry-"I Kissed a Girl"

### Estrela de Vídeo
- Thirty Seconds to Mars - "A Beautiful Lie"
- Madonna com Justin Timberlake & Timbaland- "4 Minutes"
- Santogold - "L.E.S. Artistes"
- Snoop Dogg - "Sensual Seduction"
- Weezer - "Pork and Beans"

### Melhor Álbum
- Britney Spears - Blackout
- Coldplay - Viva la Vida or Death and All His Friends
- Duffy - Rockferry
- Alicia Keys - As I Am
- Leona Lewis - Spirit

### Melhor Novo Artista
- Katy Perry
- Miley Cyrus
- Duffy
- Jonas Brothers
- OneRepublic

### Rock Out
- Thirty Seconds to Mars
- Linkin Park
- Metallica
- Paramore
- Slipknot

### Utimate Urban
- Kanye West
- Beyoncé
- Chris Brown
- Alicia Keys
- Lil Wayne

### MelhorHeadliner
- Tokio Hotel
- ̽ The Cure
- Foo Fighters
- Linkin Park
- Metallica

### Artista Europeu Favorito
- Emre Aydin
- Dilma Bilan
- Finley
- Leona Lewis
- Shiri Maimon

### Melhor Artista de Sempre
- Rick Astley
- Christina Aguilera
- Green Day
- Britney Spears
- Tokio Hotel
- U2

### Escolha dos Artistas
- Lil Wayne

### Ultimate Legend Award
- Paul McCartney